# ارابيان برنس
مايك لِزان ذو الاسم الفني ارابْيَانْ بّْرِنس (بالإنجليزية: Arabian Prince) المعروف أيضاً ببّْروفسور اكس (بالإنجليزية: Professor X); (ولد في 1965/06/17 بكامبتون), هو مغني ومنتج هيب-هوب أمريكي وعضو أصلي في مجموعة الراب N.W.A.

## وصلات خارجية
- ارابيان برنس على موقع IMDb (الإنجليزية)
- ارابيان برنس على موقع ميوزك برينز (الإنجليزية)
- ارابيان برنس على موقع ميوزك برينز (الإنجليزية)
- ارابيان برنس على موقع أول ميوزيك (الإنجليزية)
- ارابيان برنس على موقع أول ميوزيك (الإنجليزية)
- ارابيان برنس على موقع ديسكوغز (الإنجليزية)
- ارابيان برنس على موقع ديسكوغز (الإنجليزية)
- موقع-وب ارابيان برنس الرسمي